# 選抜高等学校野球大会 (東京都勢)
選抜高等学校野球大会における東京都勢の成績について記す。

## 選抜中等学校野球大会
| 開催年 （大会）       | 選出校                     | 試合結果 | 試合結果                     | 成績     |
| --------------------- | -------------------------- | -------- | ---------------------------- | -------- |
| 1924年 （第1回大会）  | 早稲田実 （初出場）        | 1回戦    | ○ 3 - 2 松山商               | 準優勝   |
| 1924年 （第1回大会）  | 早稲田実 （初出場）        | 準決勝   | ○ 6 - 5 市岡中               | 準優勝   |
| 1924年 （第1回大会）  | 早稲田実 （初出場）        | 決勝     | ● 0 - 2 高松商               | 準優勝   |
| 1926年 （第3回大会）  | 早稲田実 （2年ぶり2回目）  | 1回戦    | ○ 1 - 0 島根商               | ベスト8  |
| 1926年 （第3回大会）  | 早稲田実 （2年ぶり2回目）  | 準々決勝 | ● 1 - 3 柳井中               | ベスト8  |
| 1929年 （第6回大会）  | 慶応商工 （初出場）        | 1回戦    | ● 6 - 13 広陵中              | 初戦敗退 |
| 1932年 （第9回大会）  | 早稲田実 （6年ぶり3回目）  | 2回戦    | ● 0 - 2 長野商               | 初戦敗退 |
| 1933年 （第10回大会） | 早稲田実 （2年連続4回目）  | 1回戦    | ● 0 - 2 和歌山商             | 初戦敗退 |
| 1936年 （第13回大会） | 早稲田実 （3年ぶり5回目）  | 1回戦    | ● 5 - 7 小倉工               | 初戦敗退 |
| 1937年 （第14回大会） | 慶応商工 （8年ぶり2回目）  | 2回戦    | ● 0 - 4 中京商               | 初戦敗退 |
| 1938年 （第15回大会） | 日大三中 （初出場）        | 1回戦    | ● 7 - 8x 滝川中 （延長13回） | 初戦敗退 |
| 1939年 （第16回大会） | 日大三中 （2年連続2回目）  | 1回戦    | ● 2 - 3 海南中               | 初戦敗退 |
| 1941年 （第18回大会） | 早稲田実 （5年ぶり6回目）  | 1回戦    | ● 0 - 7 熊本工               | 初戦敗退 |
| 1947年 （第19回大会） | 慶応普通部 （初出場）      | 1回戦    | ○ 1 - 0 京都二中             | 2回戦    |
| 1947年 （第19回大会） | 慶応普通部 （初出場）      | 2回戦    | ● 1 - 3 享栄商               | 2回戦    |
| 1947年 （第19回大会） | 慶応商工 （10年ぶり3回目） | 1回戦    | ● 6 - 7x 下関商              | 初戦敗退 |

## 選抜高等学校野球大会
| 開催年 （大会）       | 選出校                         | 試合結果 | 試合結果                           | 成績     |
| --------------------- | ------------------------------ | -------- | ---------------------------------- | -------- |
| 1948年 （第20回大会） | 早稲田実 （7年ぶり7回目）      | 1回戦    | ● 1 - 2 神戸二中                   | 初戦敗退 |
| 1949年 （第21回大会） | 慶応二 （2年ぶり4回目）        | 1回戦    | ● 6 - 7x 芦屋                      | 初戦敗退 |
| 1950年 （第22回大会） | 明治 （初出場）                | 1回戦    | ○ 6 - 0 彦根                       | ベスト8  |
| 1950年 （第22回大会） | 明治 （初出場）                | 準々決勝 | ● 5 - 7 北野                       | ベスト8  |
| 1951年 （第23回大会） | 明治 （2年連続2回目）          | 1回戦    | ○ 4 - 1 呉三津田 （延長11回）      | ベスト4  |
| 1951年 （第23回大会） | 明治 （2年連続2回目）          | 準々決勝 | ○ 2 - 0 宇都宮工                   | ベスト4  |
| 1951年 （第23回大会） | 明治 （2年連続2回目）          | 準決勝   | ● 1 - 9 鳴尾                       | ベスト4  |
| 1952年 （第24回大会） | 日大三 （13年ぶり3回目）       | 2回戦    | ● 2 - 3 長崎商                     | 初戦敗退 |
| 1953年 （第25回大会） | 早稲田実 （5年ぶり8回目）      | 1回戦    | ● 0 - 6 土佐                       | 初戦敗退 |
| 1954年 （第26回大会） | 早稲田実 （2年連続9回目）      | 2回戦    | ○ 6 - 0 天理                       | ベスト8  |
| 1954年 （第26回大会） | 早稲田実 （2年連続9回目）      | 準々決勝 | ● 1 - 3 泉陽                       | ベスト8  |
| 1955年 （第27回大会） | 立教 （初出場）                | 1回戦    | ● 0 - 6 浪華商                     | 初戦敗退 |
| 1956年 （第28回大会） | 日大三 （4年ぶり4回目）        | 2回戦    | ○ 4 - 2 日高                       | ベスト8  |
| 1956年 （第28回大会） | 日大三 （4年ぶり4回目）        | 準々決勝 | ● 0 - 9 芦屋                       | ベスト8  |
| 1957年 （第29回大会） | 早稲田実 （3年ぶり10回目）     | 2回戦    | ○ 1 - 0 寝屋川                     | 優勝     |
| 1957年 （第29回大会） | 早稲田実 （3年ぶり10回目）     | 準々決勝 | ○ 4 - 0 柳                         | 優勝     |
| 1957年 （第29回大会） | 早稲田実 （3年ぶり10回目）     | 準決勝   | ○ 6 - 0 久留米商                   | 優勝     |
| 1957年 （第29回大会） | 早稲田実 （3年ぶり10回目）     | 決勝     | ○ 5 - 3 高知商                     | 優勝     |
| 1958年 （第30回大会） | 明治 （7年ぶり3回目）          | 2回戦    | ○ 5 - 1 坂出商                     | ベスト4  |
| 1958年 （第30回大会） | 明治 （7年ぶり3回目）          | 準々決勝 | ○ 2 - 0 立命館                     | ベスト4  |
| 1958年 （第30回大会） | 明治 （7年ぶり3回目）          | 準決勝   | ● 1 - 2x 中京商 （延長12回）       | ベスト4  |
| 1958年 （第30回大会） | 早稲田実 （2年連続11回目）     | 2回戦    | ○ 4 - 3 御所実                     | ベスト8  |
| 1958年 （第30回大会） | 早稲田実 （2年連続11回目）     | 準々決勝 | ● 5 - 7 済々黌                     | ベスト8  |
| 1959年 （第31回大会） | 日大二 （初出場）              | 1回戦    | ● 0 - 9 岐阜商                     | 初戦敗退 |
| 1959年 （第31回大会） | 日大三 （3年ぶり5回目）        | 2回戦    | ● 0 - 6 松商学園                   | 初戦敗退 |
| 1960年 （第32回大会） | 法政一 （初出場）              | 2回戦    | ○ 1x - 0 海南 （延長11回）         | ベスト8  |
| 1960年 （第32回大会） | 法政一 （初出場）              | 準々決勝 | ● 0 - 3 北海                       | ベスト8  |
| 1961年 （第33回大会） | 日大二 （2年ぶり2回目）        | 1回戦    | ● 0 - 8 浪商                       | 初戦敗退 |
| 1962年 （第34回大会） | 日大三 （3年ぶり6回目）        | 1回戦    | ○ 7 - 1 平安                       | 準優勝   |
| 1962年 （第34回大会） | 日大三 （3年ぶり6回目）        | 2回戦    | ○ 4x - 3 滝川 （延長12回）         | 準優勝   |
| 1962年 （第34回大会） | 日大三 （3年ぶり6回目）        | 準々決勝 | ○ 1 - 0 鎌倉学園                   | 準優勝   |
| 1962年 （第34回大会） | 日大三 （3年ぶり6回目）        | 準決勝   | ○ 1x - 0 中京商                    | 準優勝   |
| 1962年 （第34回大会） | 日大三 （3年ぶり6回目）        | 決勝     | ● 0 - 1 作新学院                   | 準優勝   |
| 1963年 （第35回大会） | 日大一 （初出場）              | 1回戦    | ○ 2 - 0 富山商                     | 2回戦    |
| 1963年 （第35回大会） | 日大一 （初出場）              | 2回戦    | ● 3 - 4 御所工                     | 2回戦    |
| 1963年 （第35回大会） | 早稲田実 （5年ぶり12回目）     | 1回戦    | ○ 5 - 3 岡山東商                   | ベスト4  |
| 1963年 （第35回大会） | 早稲田実 （5年ぶり12回目）     | 2回戦    | ○ 3 - 2 小倉工                     | ベスト4  |
| 1963年 （第35回大会） | 早稲田実 （5年ぶり12回目）     | 準々決勝 | ○ 6 - 3 呉港                       | ベスト4  |
| 1963年 （第35回大会） | 早稲田実 （5年ぶり12回目）     | 準決勝   | ● 7 - 8x 北海                      | ベスト4  |
| 1964年 （第36回大会） | 日大三 （2年ぶり7回目）        | 2回戦    | ● 2 - 7 浪商                       | 初戦敗退 |
| 1965年 （第37回大会） | 荏原 （初出場）                | 2回戦    | ● 2 - 4 PL学園                     | 初戦敗退 |
| 1965年 （第37回大会） | 明治 （7年ぶり4回目）          | 1回戦    | ○ 4 - 1 田原本農                   | 2回戦    |
| 1965年 （第37回大会） | 明治 （7年ぶり4回目）          | 2回戦    | ● 0 - 1x 岡山東商                  | 2回戦    |
| 1966年 （第38回大会） | 佼成学園 （初出場）            | 2回戦    | ● 1 - 7 小倉                       | 初戦敗退 |
| 1967年 （第39回大会） | 桜美林 （初出場）              | 1回戦    | ● 0 - 5 平安                       | 初戦敗退 |
| 1968年 （第40回大会） | 佼成学園 （2年ぶり2回目）      | 1回戦    | ● 1 - 2 尾道商                     | 初戦敗退 |
| 1968年 （第40回大会） | 日大三 （4年ぶり8回目）        | 1回戦    | ● 1 - 3 今治西                     | 初戦敗退 |
| 1969年 （第41回大会） | 日体荏原 （4年ぶり2回目）      | 1回戦    | ● 1 - 16 浪商                      | 初戦敗退 |
| 1969年 （第41回大会） | 堀越 （初出場）                | 2回戦    | ○ 8 - 0 釧路第一                   | 準優勝   |
| 1969年 （第41回大会） | 堀越 （初出場）                | 準々決勝 | ○ 2 - 1 三田学園                   | 準優勝   |
| 1969年 （第41回大会） | 堀越 （初出場）                | 準決勝   | ○ 2 - 0 博多工                     | 準優勝   |
| 1969年 （第41回大会） | 堀越 （初出場）                | 決勝     | ● 0 - 12 三重                      | 準優勝   |
| 1970年 （第42回大会） | 堀越 （2年連続2回目）          | 1回戦    | ○ 6 - 1 筑紫中央                   | 2回戦    |
| 1970年 （第42回大会） | 堀越 （2年連続2回目）          | 2回戦    | ● 2 - 3 三重                       | 2回戦    |
| 1970年 （第42回大会） | 日大三 （2年ぶり9回目）        | 1回戦    | ○ 2 - 0 八代東                     | 2回戦    |
| 1970年 （第42回大会） | 日大三 （2年ぶり9回目）        | 2回戦    | ● 3 - 5 三田学園                   | 2回戦    |
| 1971年 （第43回大会） | 日大三 （2年連続10回目）       | 1回戦    | ○ 6 - 0 鹿児島商                   | 優勝     |
| 1971年 （第43回大会） | 日大三 （2年連続10回目）       | 2回戦    | ○ 7 - 6 普天間                     | 優勝     |
| 1971年 （第43回大会） | 日大三 （2年連続10回目）       | 準々決勝 | ○ 3 - 0 深谷商                     | 優勝     |
| 1971年 （第43回大会） | 日大三 （2年連続10回目）       | 準決勝   | ○ 2 - 0 坂出商                     | 優勝     |
| 1971年 （第43回大会） | 日大三 （2年連続10回目）       | 決勝     | ○ 2 - 0 大鉄                       | 優勝     |
| 1972年 （第44回大会） | 日大桜丘 （初出場）            | 2回戦    | ○ 6 - 0 松江商                     | 優勝     |
| 1972年 （第44回大会） | 日大桜丘 （初出場）            | 準々決勝 | ○ 3 - 1 高知商                     | 優勝     |
| 1972年 （第44回大会） | 日大桜丘 （初出場）            | 準決勝   | ○ 3x - 2 東北                      | 優勝     |
| 1972年 （第44回大会） | 日大桜丘 （初出場）            | 決勝     | ○ 5 - 0 日大三                     | 優勝     |
| 1972年 （第44回大会） | 日大三 （3年連続11回目）       | 1回戦    | ○ 16 - 0 戸畑商                    | 準優勝   |
| 1972年 （第44回大会） | 日大三 （3年連続11回目）       | 2回戦    | ○ 4 - 1 専大北上                   | 準優勝   |
| 1972年 （第44回大会） | 日大三 （3年連続11回目）       | 準々決勝 | ○ 9 - 0 諫早                       | 準優勝   |
| 1972年 （第44回大会） | 日大三 （3年連続11回目）       | 準決勝   | ○ 5 - 3 銚子商                     | 準優勝   |
| 1972年 （第44回大会） | 日大三 （3年連続11回目）       | 決勝     | ● 0 - 5 日大桜丘                   | 準優勝   |
| 1973年 （第45回大会） | 日大一 （10年ぶり2回目）       | 1回戦    | ○ 2 - 0 京都商                     | ベスト8  |
| 1973年 （第45回大会） | 日大一 （10年ぶり2回目）       | 2回戦    | ○ 1 - 0 丸子実                     | ベスト8  |
| 1973年 （第45回大会） | 日大一 （10年ぶり2回目）       | 準々決勝 | ● 0 - 1 広島商                     | ベスト8  |
| 1973年 （第45回大会） | 桜美林 （6年ぶり2回目）        | 1回戦    | ● 2 - 4 小倉商                     | 初戦敗退 |
| 1974年 （第46回大会） | 日大三 （2年ぶり12回目）       | 1回戦    | ○ 3 - 1 向陽                       | 2回戦    |
| 1974年 （第46回大会） | 日大三 （2年ぶり12回目）       | 2回戦    | ● 2 - 7 銚子商                     | 2回戦    |
| 1975年 （第47回大会） | 堀越 （5年ぶり3回目）          | 1回戦    | ○ 3 - 1 柳川商                     | ベスト4  |
| 1975年 （第47回大会） | 堀越 （5年ぶり3回目）          | 2回戦    | ○ 3 - 0 北海道日大                 | ベスト4  |
| 1975年 （第47回大会） | 堀越 （5年ぶり3回目）          | 準々決勝 | ○ 5 - 1 掛川西                     | ベスト4  |
| 1975年 （第47回大会） | 堀越 （5年ぶり3回目）          | 準決勝   | ● 2 - 6 東海大相模                 | ベスト4  |
| 1976年 （第48回大会） | 修徳 （初出場）                | 1回戦    | ● 0 - 6 天理                       | 初戦敗退 |
| 1977年 （第49回大会） | 早稲田実 （14年ぶり13回目）    | 1回戦    | ○ 5 - 0 瀬戸内                     | ベスト8  |
| 1977年 （第49回大会） | 早稲田実 （14年ぶり13回目）    | 2回戦    | ○ 3 - 1 育英                       | ベスト8  |
| 1977年 （第49回大会） | 早稲田実 （14年ぶり13回目）    | 準々決勝 | ● 2 - 4 智弁学園                   | ベスト8  |
| 1977年 （第49回大会） | 桜美林 （4年ぶり3回目）        | 1回戦    | ○ 4 - 2 伊香 （延長13回）          | 2回戦    |
| 1977年 （第49回大会） | 桜美林 （4年ぶり3回目）        | 2回戦    | ● 0 - 4 天理                       | 2回戦    |
| 1978年 （第50回大会） | 早稲田実 （2年連続14回目）     | 1回戦    | ○ 3 - 1 柳川商                     | 2回戦    |
| 1978年 （第50回大会） | 早稲田実 （2年連続14回目）     | 2回戦    | ● 4 - 5 浜松商                     | 2回戦    |
| 1978年 （第50回大会） | 帝京 （初出場）                | 1回戦    | ● 0 - 3 小倉                       | 初戦敗退 |
| 1979年 （第51回大会） | 国学院久我山 （初出場）        | 1回戦    | ● 2 - 5 福井商                     | 初戦敗退 |
| 1979年 （第51回大会） | 修徳 （3年ぶり2回目）          | 1回戦    | ● 1 - 6 東洋大姫路                 | 初戦敗退 |
| 1980年 （第52回大会） | 二松学舎大付 （初出場）        | 1回戦    | ● 1 - 3 柳川                       | 初戦敗退 |
| 1980年 （第52回大会） | 帝京 （2年ぶり2回目）          | 1回戦    | ○ 2 - 0 北陽                       | 準優勝   |
| 1980年 （第52回大会） | 帝京 （2年ぶり2回目）          | 2回戦    | ○ 3 - 2 上尾 （延長12回）          | 準優勝   |
| 1980年 （第52回大会） | 帝京 （2年ぶり2回目）          | 準々決勝 | ○ 2 - 0 秋田商                     | 準優勝   |
| 1980年 （第52回大会） | 帝京 （2年ぶり2回目）          | 準決勝   | ○ 2x - 1 丸亀商                    | 準優勝   |
| 1980年 （第52回大会） | 帝京 （2年ぶり2回目）          | 決勝     | ● 0 - 1x 高知商                    | 準優勝   |
| 1981年 （第53回大会） | 早稲田実 （3年ぶり15回目）     | 1回戦    | ● 2 - 6 東山                       | 初戦敗退 |
| 1981年 （第53回大会） | 桜美林 （4年ぶり4回目）        | 1回戦    | ○ 5 - 4 佐世保工                   | 2回戦    |
| 1981年 （第53回大会） | 桜美林 （4年ぶり4回目）        | 2回戦    | ● 1 - 6 日立工                     | 2回戦    |
| 1982年 （第54回大会） | 早稲田実 （2年連続16回目）     | 1回戦    | ○ 3 - 1 西京商                     | ベスト8  |
| 1982年 （第54回大会） | 早稲田実 （2年連続16回目）     | 2回戦    | ○ 3 - 0 岡山南                     | ベスト8  |
| 1982年 （第54回大会） | 早稲田実 （2年連続16回目）     | 準々決勝 | ● 1 - 3 横浜商                     | ベスト8  |
| 1982年 （第54回大会） | 二松学舎大付 （2年ぶり2回目）  | 1回戦    | ○ 3 - 0 長野                       | 準優勝   |
| 1982年 （第54回大会） | 二松学舎大付 （2年ぶり2回目）  | 2回戦    | ○ 4 - 3 鹿児島商工                 | 準優勝   |
| 1982年 （第54回大会） | 二松学舎大付 （2年ぶり2回目）  | 準々決勝 | ○ 8 - 3 郡山                       | 準優勝   |
| 1982年 （第54回大会） | 二松学舎大付 （2年ぶり2回目）  | 準決勝   | ○ 3 - 1 中京                       | 準優勝   |
| 1982年 （第54回大会） | 二松学舎大付 （2年ぶり2回目）  | 決勝     | ● 2 - 15 PL学園                    | 準優勝   |
| 1983年 （第55回大会） | 帝京 （3年ぶり3回目）          | 1回戦    | ● 0 - 11 池田                      | 初戦敗退 |
| 1983年 （第55回大会） | 桜美林 （2年ぶり5回目）        | 1回戦    | ○ 2 - 1 立命館                     | 2回戦    |
| 1983年 （第55回大会） | 桜美林 （2年ぶり5回目）        | 2回戦    | ● 0 - 3 東海大一                   | 2回戦    |
| 1984年 （第56回大会） | 岩倉 （初出場）                | 1回戦    | ○ 4 - 2 近大福山                   | 優勝     |
| 1984年 （第56回大会） | 岩倉 （初出場）                | 2回戦    | ○ 6 - 4 金足農                     | 優勝     |
| 1984年 （第56回大会） | 岩倉 （初出場）                | 準々決勝 | ○ 4 - 3 取手二                     | 優勝     |
| 1984年 （第56回大会） | 岩倉 （初出場）                | 準決勝   | ○ 2x - 1 大船渡                    | 優勝     |
| 1984年 （第56回大会） | 岩倉 （初出場）                | 決勝     | ○ 1 - 0 PL学園                     | 優勝     |
| 1984年 （第56回大会） | 法政一 （24年ぶり2回目）       | 1回戦    | ● 2 - 7 私神港                     | 初戦敗退 |
| 1985年 （第57回大会） | 帝京 （2年ぶり4回目）          | 1回戦    | ○ 2 - 0 広島商                     | 準優勝   |
| 1985年 （第57回大会） | 帝京 （2年ぶり4回目）          | 2回戦    | ○ 2 - 0 東海大五                   | 準優勝   |
| 1985年 （第57回大会） | 帝京 （2年ぶり4回目）          | 準々決勝 | ○ 7 - 2 報徳学園                   | 準優勝   |
| 1985年 （第57回大会） | 帝京 （2年ぶり4回目）          | 準決勝   | ○ 1 - 0 池田                       | 準優勝   |
| 1985年 （第57回大会） | 帝京 （2年ぶり4回目）          | 決勝     | ● 0 - 4 伊野商                     | 準優勝   |
| 1985年 （第57回大会） | 国学院久我山 （6年ぶり2回目）  | 1回戦    | ● 2 - 4 松商学園                   | 初戦敗退 |
| 1986年 （第58回大会） | 帝京 （2年連続5回目）          | 1回戦    | ● 0 - 3 高知                       | 初戦敗退 |
| 1986年 （第58回大会） | 関東第一 （初出場）            | 1回戦    | ● 3 - 5 天理                       | 初戦敗退 |
| 1987年 （第59回大会） | 帝京 （3年連続6回目）          | 1回戦    | ○ 3 - 2 金沢                       | ベスト8  |
| 1987年 （第59回大会） | 帝京 （3年連続6回目）          | 2回戦    | ○ 3 - 0 京都西                     | ベスト8  |
| 1987年 （第59回大会） | 帝京 （3年連続6回目）          | 準々決勝 | ● 2 - 3x PL学園 （延長11回）       | ベスト8  |
| 1987年 （第59回大会） | 関東第一 （2年連続2回目）      | 1回戦    | ○ 3 - 1 明徳義塾                   | 準優勝   |
| 1987年 （第59回大会） | 関東第一 （2年連続2回目）      | 2回戦    | ○ 5 - 0 市岡                       | 準優勝   |
| 1987年 （第59回大会） | 関東第一 （2年連続2回目）      | 準々決勝 | ○ 3x - 2 八戸工大一 （延長13回）   | 準優勝   |
| 1987年 （第59回大会） | 関東第一 （2年連続2回目）      | 準決勝   | ○ 7 - 4 池田                       | 準優勝   |
| 1987年 （第59回大会） | 関東第一 （2年連続2回目）      | 決勝     | ● 1 - 7 PL学園                     | 準優勝   |
| 1988年 （第60回大会） | 早稲田実 （6年ぶり17回目）     | 2回戦    | ● 0 - 4 津久見                     | 初戦敗退 |
| 1988年 （第60回大会） | 堀越 （13年ぶり4回目）         | 2回戦    | ● 2 - 3 宇部商 （延長12回）        | 初戦敗退 |
| 1989年 （第61回大会） | 帝京 （2年ぶり7回目）          | 1回戦    | ● 6 - 7 報徳学園                   | 初戦敗退 |
| 1990年 （第62回大会） | 帝京 （2年連続8回目）          | 1回戦    | ● 3 - 4x 北陽                      | 初戦敗退 |
| 1991年 （第63回大会） | 帝京 （3年連続6回目）          | 1回戦    | ○ 3 - 2 熊本工                     | 2回戦    |
| 1991年 （第63回大会） | 帝京 （3年連続6回目）          | 2回戦    | ● 7 - 8 桐生第一                   | 2回戦    |
| 1991年 （第63回大会） | 国士舘 （初出場）              | 1回戦    | ○ 13 - 0 瓊浦                      | ベスト4  |
| 1991年 （第63回大会） | 国士舘 （初出場）              | 2回戦    | ○ 1 - 0 瀬戸内                     | ベスト4  |
| 1991年 （第63回大会） | 国士舘 （初出場）              | 準々決勝 | ○ 8 - 1 坂出商                     | ベスト4  |
| 1991年 （第63回大会） | 国士舘 （初出場）              | 準決勝   | ● 0 - 1 松商学園                   | ベスト4  |
| 1992年 （第64回大会） | 堀越 （4年ぶり5回目）          | 1回戦    | ○ 7 - 4 村野工                     | 2回戦    |
| 1992年 （第64回大会） | 堀越 （4年ぶり5回目）          | 2回戦    | ● 0 - 4 星稜                       | 2回戦    |
| 1992年 （第64回大会） | 帝京 （4年連続10回目）         | 1回戦    | ○ 1 - 0 日高                       | 優勝     |
| 1992年 （第64回大会） | 帝京 （4年連続10回目）         | 2回戦    | ○ 5 - 1 佐賀商                     | 優勝     |
| 1992年 （第64回大会） | 帝京 （4年連続10回目）         | 準々決勝 | ○ 3 - 2 三重                       | 優勝     |
| 1992年 （第64回大会） | 帝京 （4年連続10回目）         | 準決勝   | ○ 3 - 1 浦和学院                   | 優勝     |
| 1992年 （第64回大会） | 帝京 （4年連続10回目）         | 決勝     | ○ 3 - 2 東海大相模                 | 優勝     |
| 1993年 （第65回大会） | 世田谷学園 （初出場）          | 2回戦    | ○ 4x - 3 北嵯峨                    | 3回戦    |
| 1993年 （第65回大会） | 世田谷学園 （初出場）          | 3回戦    | ● 1 - 3 駒大岩見沢                 | 3回戦    |
| 1993年 （第65回大会） | 国士舘 （2年ぶり2回目）        | 2回戦    | ○ 6 - 2 東山                       | ベスト4  |
| 1993年 （第65回大会） | 国士舘 （2年ぶり2回目）        | 3回戦    | ○ 8x - 7 市船橋 （延長14回）       | ベスト4  |
| 1993年 （第65回大会） | 国士舘 （2年ぶり2回目）        | 準々決勝 | ○ 6 - 1 鹿児島商工                 | ベスト4  |
| 1993年 （第65回大会） | 国士舘 （2年ぶり2回目）        | 準決勝   | ● 3 - 4 大宮東                     | ベスト4  |
| 1994年 （第66回大会） | 拓大一 （初出場）              | 1回戦    | ● 0 - 10 PL学園                    | 初戦敗退 |
| 1994年 （第66回大会） | 日大三 （20年ぶり13回目）      | 1回戦    | ○ 10 - 4 尽誠学園                  | 2回戦    |
| 1994年 （第66回大会） | 日大三 （20年ぶり13回目）      | 2回戦    | ● 1 - 4 小倉東                     | 2回戦    |
| 1995年 （第67回大会） | 帝京 （3年ぶり11回目）         | 1回戦    | ● 0 - 1 伊都                       | 初戦敗退 |
| 1995年 （第67回大会） | 創価 （初出場）                | 1回戦    | ● 2 - 6 育英                       | 初戦敗退 |
| 1996年 （第68回大会） | 国士舘 （3年ぶり3回目）        | 1回戦    | ○ 4 - 2 高松商                     | ベスト8  |
| 1996年 （第68回大会） | 国士舘 （3年ぶり3回目）        | 2回戦    | ○ 5 - 3 小倉東                     | ベスト8  |
| 1996年 （第68回大会） | 国士舘 （3年ぶり3回目）        | 準々決勝 | ● 0 - 3 智弁和歌山 （延長13回）    | ベスト8  |
| 1996年 （第68回大会） | 帝京 （2年連続12回目）         | 1回戦    | ● 5 - 6x 岡山城東                  | 初戦敗退 |
| 1997年 （第69回大会） | 国士舘 （2年連続4回目）        | 1回戦    | ● 3 - 5 明徳義塾                   | 初戦敗退 |
| 1997年 （第69回大会） | 東海大菅生 （初出場）          | 1回戦    | ● 3 - 4x 報徳学園 （延長11回）     | 初戦敗退 |
| 1998年 （第70回大会） | 国士舘 （3年連続5回目）        | 2回戦    | ● 2 - 9 広島商                     | 初戦敗退 |
| 1998年 （第70回大会） | 創価 （3年ぶり2回目）          | 2回戦    | ● 0 - 9 PL学園                     | 初戦敗退 |
| 1999年 （第71回大会） | 駒大高 （初出場）              | 1回戦    | ○ 3x - 2 長崎日大                  | 2回戦    |
| 1999年 （第71回大会） | 駒大高 （初出場）              | 2回戦    | ● 7 - 9 平安 （延長10回）          | 2回戦    |
| 1999年 （第71回大会） | 日大三 （5年ぶり14回目）       | 1回戦    | ○ 5 - 2 福井商                     | 2回戦    |
| 1999年 （第71回大会） | 日大三 （5年ぶり14回目）       | 2回戦    | ● 0 - 3 水戸商                     | 2回戦    |
| 2000年 （第72回大会） | 国士舘 （2年ぶり6回目）        | 1回戦    | ○ 2 - 0 高岡第一                   | 2回戦    |
| 2000年 （第72回大会） | 国士舘 （2年ぶり6回目）        | 2回戦    | ● 6 - 9 智弁和歌山                 | 2回戦    |
| 2000年 （第72回大会） | 創価 （2年ぶり3回目）          | 1回戦    | ● 1 - 5 佐賀商                     | 初戦敗退 |
| 2001年 （第73回大会） | 日大三 （2年ぶり15回目）       | 2回戦    | ○ 8 - 5 姫路工                     | 2回戦    |
| 2001年 （第73回大会） | 日大三 （2年ぶり15回目）       | 3回戦    | ● 3 - 8 東福岡                     | 2回戦    |
| 2001年 （第73回大会） | 桜美林 （18年ぶり6回目）       | 1回戦    | ● 9 - 11 福井商                    | 初戦敗退 |
| 2002年 （第74回大会） | 二松学舎大付 （20年ぶり3回目） | 1回戦    | ● 4 - 5 大体大浪商                 | 初戦敗退 |
| 2002年 （第74回大会） | 日大三 （2年連続16回目）       | 1回戦    | ● 2 - 3 報徳学園                   | 初戦敗退 |
| 2003年 （第75回大会） | 国士舘 （3年ぶり7回目）        | 2回戦    | ● 0 - 1 愛工大名電                 | 初戦敗退 |
| 2004年 （第76回大会） | 二松学舎大付 （2年ぶり4回目）  | 1回戦    | ● 0 - 5 大阪桐蔭                   | 初戦敗退 |
| 2005年 （第77回大会） | 修徳 （26年ぶり3回目）         | 1回戦    | ● 2 - 5 一迫商                     | 初戦敗退 |
| 2006年 （第78回大会） | 早稲田実 （18年ぶり18回目）    | 1回戦    | ○ 7 - 0 北海道栄                   | ベスト8  |
| 2006年 （第78回大会） | 早稲田実 （18年ぶり18回目）    | 2回戦    | △ 7 - 7 関西 （延長15回）          | ベスト8  |
| 2006年 （第78回大会） | 早稲田実 （18年ぶり18回目）    | 2回戦    | ○ 4 - 3 関西 （再試合）            | ベスト8  |
| 2006年 （第78回大会） | 早稲田実 （18年ぶり18回目）    | 準々決勝 | ● 3 - 13 横浜                      | ベスト8  |
| 2006年 （第78回大会） | 東海大菅生 （9年ぶり2回目）    | 1回戦    | ● 10 - 11 秋田商                   | 初戦敗退 |
| 2007年 （第79回大会） | 帝京 （11年ぶり13回目）        | 1回戦    | ○ 9 - 1 小城                       | ベスト4  |
| 2007年 （第79回大会） | 帝京 （11年ぶり13回目）        | 2回戦    | ○ 12 - 4 市川                      | ベスト4  |
| 2007年 （第79回大会） | 帝京 （11年ぶり13回目）        | 準々決勝 | ○ 7 - 1 広陵                       | ベスト4  |
| 2007年 （第79回大会） | 帝京 （11年ぶり13回目）        | 準決勝   | ● 4 - 5 大垣日大                   | ベスト4  |
| 2008年 （第80回大会） | 関東第一 （21年ぶり3回目）     | 1回戦    | ● 1 - 3 明徳義塾                   | 初戦敗退 |
| 2009年 （第81回大会） | 国士舘 （6年ぶり8回目）        | 1回戦    | ● 2 - 5 福知山成美 （延長15回）    | 初戦敗退 |
| 2009年 （第81回大会） | 早稲田実 （3年ぶり19回目）     | 1回戦    | ○ 4x - 3 天理                      | ベスト8  |
| 2009年 （第81回大会） | 早稲田実 （3年ぶり19回目）     | 2回戦    | ○ 9 - 2 富山商                     | ベスト8  |
| 2009年 （第81回大会） | 早稲田実 （3年ぶり19回目）     | 準々決勝 | ● 4 - 5 利府                       | ベスト8  |
| 2010年 （第82回大会） | 帝京 （3年ぶり14回目）         | 1回戦    | ○ 3 - 2 神戸国際大付               | ベスト8  |
| 2010年 （第82回大会） | 帝京 （3年ぶり14回目）         | 2回戦    | ○ 3x - 2 三重 （延長10回）         | ベスト8  |
| 2010年 （第82回大会） | 帝京 （3年ぶり14回目）         | 準々決勝 | ● 0 - 5 興南                       | ベスト8  |
| 2010年 （第82回大会） | 日大三 （8年ぶり17回目）       | 1回戦    | ○ 14 - 4 山形中央                  | 準優勝   |
| 2010年 （第82回大会） | 日大三 （8年ぶり17回目）       | 2回戦    | ○ 3 - 1 向陽                       | 準優勝   |
| 2010年 （第82回大会） | 日大三 （8年ぶり17回目）       | 準々決勝 | ○ 10 - 0 敦賀気比                  | 準優勝   |
| 2010年 （第82回大会） | 日大三 （8年ぶり17回目）       | 準決勝   | ○ 14 - 9 広陵                      | 準優勝   |
| 2010年 （第82回大会） | 日大三 （8年ぶり17回目）       | 決勝     | ● 5 - 10 興南 （延長12回）         | 準優勝   |
| 2011年 （第83回大会） | 国学院久我山 （26年ぶり3回目） | 1回戦    | ● 7 - 8x 九州学院                  | 初戦敗退 |
| 2011年 （第83回大会） | 日大三 （2年連続18回目）       | 1回戦    | ○ 6 - 5 明徳義塾                   | ベスト4  |
| 2011年 （第83回大会） | 日大三 （2年連続18回目）       | 2回戦    | ○ 3 - 1 静清                       | ベスト4  |
| 2011年 （第83回大会） | 日大三 （2年連続18回目）       | 準々決勝 | ○ 13 - 2 加古川北                  | ベスト4  |
| 2011年 （第83回大会） | 日大三 （2年連続18回目）       | 準決勝   | ● 2 - 9 九州国際大付               | ベスト4  |
| 2012年 （第84回大会） | 関東第一 （4年ぶり4回目）      | 1回戦    | ○ 1 - 0 別府青山                   | ベスト4  |
| 2012年 （第84回大会） | 関東第一 （4年ぶり4回目）      | 2回戦    | ○ 2 - 1 智弁学園                   | ベスト4  |
| 2012年 （第84回大会） | 関東第一 （4年ぶり4回目）      | 準々決勝 | ○ 4 - 2 横浜                       | ベスト4  |
| 2012年 （第84回大会） | 関東第一 （4年ぶり4回目）      | 準決勝   | ● 1 - 6 光星学院                   | ベスト4  |
| 2013年 （第85回大会） | 安田学園 （初出場）            | 2回戦    | ● 3 - 4x 盛岡大付                  | 初戦敗退 |
| 2013年 （第85回大会） | 早稲田実 （4年ぶり20回目）     | 2回戦    | ○ 4 - 2 龍谷大平安                 | 3回戦    |
| 2013年 （第85回大会） | 早稲田実 （4年ぶり20回目）     | 3回戦    | ● 1 - 4 仙台育英                   | 3回戦    |
| 2014年 （第86回大会） | 関東第一 （2年ぶり5回目）      | 1回戦    | ○ 4 - 2 美里工                     | 2回戦    |
| 2014年 （第86回大会） | 関東第一 （2年ぶり5回目）      | 2回戦    | ● 2 - 3 明徳義塾                   | 2回戦    |
| 2014年 （第86回大会） | 小山台 （21世紀枠・初出場）    | 1回戦    | ● 0 - 11 履正社                    | 初戦敗退 |
| 2015年 （第87回大会） | 二松学舎大付 （11年ぶり5回目） | 1回戦    | ● 4 - 5 松山東                     | 初戦敗退 |
| 2015年 （第87回大会） | 東海大菅生 （9年ぶり3回目）    | 1回戦    | ● 0 - 8 大阪桐蔭                   | 初戦敗退 |
| 2016年 （第88回大会） | 関東第一 （2年ぶり6回目）      | 1回戦    | ● 0 - 6 東邦                       | 初戦敗退 |
| 2017年 （第89回大会） | 早稲田実 （4年ぶり21回目）     | 1回戦    | ○ 5 - 4 明徳義塾 （延長10回）      | 2回戦    |
| 2017年 （第89回大会） | 早稲田実 （4年ぶり21回目）     | 2回戦    | ● 8 - 11 東海大福岡                | 2回戦    |
| 2017年 （第89回大会） | 日大三 （6年ぶり19回目）       | 1回戦    | ● 5 - 12 履正社                    | 初戦敗退 |
| 2018年 （第90回大会） | 日大三 （2年連続20回目）       | 1回戦    | ○ 5 - 0 由利工                     | 2回戦    |
| 2018年 （第90回大会） | 日大三 （2年連続20回目）       | 2回戦    | ● 0 - 8 三重                       | 2回戦    |
| 2019年 （第91回大会） | 国士舘 （10年ぶり9回目）       | 1回戦    | ● 1 - 7 明石商                     | 初戦敗退 |
| 2020年（第92回大会）  | 国士舘（2年連続10回目）        | 交流試合 | ○ 4 - 3 磐城                       | （中止） |
| 2021年（第93回大会）  | 東海大菅生（6年ぶり4回目）     | 1回戦    | ○ 4 - 3 聖カタリナ                 | ベスト8  |
| 2021年（第93回大会）  | 東海大菅生（6年ぶり4回目）     | 2回戦    | ○ 5x - 4 京都国際                  | ベスト8  |
| 2021年（第93回大会）  | 東海大菅生（6年ぶり4回目）     | 準々決勝 | ● 0 - 6 中京大中京                 | ベスト8  |
| 2022年（第94回大会）  | 国学院久我山（11年ぶり4回目）  | 1回戦    | ○ 4 - 2 有田工                     | ベスト4  |
| 2022年（第94回大会）  | 国学院久我山（11年ぶり4回目）  | 2回戦    | ○ 6 - 3 高知                       | ベスト4  |
| 2022年（第94回大会）  | 国学院久我山（11年ぶり4回目）  | 準々決勝 | ○ 4 - 2 星稜                       | ベスト4  |
| 2022年（第94回大会）  | 国学院久我山（11年ぶり4回目）  | 準決勝   | ● 4 - 13 大阪桐蔭                  | ベスト4  |
| 2022年（第94回大会）  | 二松学舎大付（7年ぶり6回目）   | 1回戦    | ● 3 - 9 聖光学院                   | 初戦敗退 |
| 2023年（第95回大会）  | 東海大菅生（2年ぶり5回目）     | 2回戦    | ○ 5 - 2 城東                       | ベスト8  |
| 2023年（第95回大会）  | 東海大菅生（2年ぶり5回目）     | 3回戦    | ○ 1 - 0 沖縄尚学                   | ベスト8  |
| 2023年（第95回大会）  | 東海大菅生（2年ぶり5回目）     | 準々決勝 | ● 1 - 6 大阪桐蔭                   | ベスト8  |
| 2023年（第95回大会）  | 二松学舎大付（2年連続7回目）   | 2回戦    | ● 0 - 5 広陵                       | 初戦敗退 |
| 2024年 （第96回大会） | 関東第一 （8年ぶり7回目）      | 1回戦    | ● 2 - 5 八戸学院光星（延長11回TB） | 初戦敗退 |
| 2025年 （第97回大会） | 二松学舎大付 （2年ぶり8回目）  | 1回戦    | ○ 3 - 2 柳ヶ浦                     | 2回戦    |
| 2025年 （第97回大会） | 二松学舎大付 （2年ぶり8回目）  | 2回戦    | ● 3 - 6 花巻東                     | 2回戦    |
| 2025年 （第97回大会） | 早稲田実 （8年ぶり22回目）     | 1回戦    | ○ 8 - 2 高松商                     | 2回戦    |
| 2025年 （第97回大会） | 早稲田実 （8年ぶり22回目）     | 2回戦    | ● 4 - 7 聖光学院                   | 2回戦    |

## 通算成績
第97回大会6日目終了時
| 出場 | 試合 | 勝利 | 敗戦 | 引分 | 勝率 | 優勝 | 準優勝 | ベスト4 | ベスト8 |
| ---- | ---- | ---- | ---- | ---- | ---- | ---- | ------ | ------- | ------- |
| 134  | 263  | 134  | 128  | 1    | .511 | 5    | 9      | 10      | 16      |

## 学校別成績
| 校名         | 出場 | 勝敗        | 直近出場 | 最高成績 | 前身校         |
| ------------ | ---- | ----------- | -------- | -------- | -------------- |
| 早稲田実     | 22回 | 24勝21敗1分 | 2025年   | 優勝1回  |                |
| 日大三       | 20回 | 27勝19敗    | 2018年   | 優勝1回  | 日大三中       |
| 帝京         | 14回 | 21勝13敗    | 2010年   | 優勝1回  |                |
| 国士舘       | 10回 | 9勝9敗      | 2020年   | ベスト4  |                |
| 二松学舎大付 | 8回  | 5勝8敗      | 2025年   | 準優勝   |                |
| 関東第一     | 7回  | 8勝7敗      | 2024年   | 準優勝   |                |
| 桜美林       | 6回  | 3勝6敗      | 2001年   | 2回戦    |                |
| 堀越         | 5回  | 8勝5敗      | 1992年   | 準優勝   |                |
| 東海大菅生   | 5回  | 4勝5敗      | 2023年   | ベスト8  |                |
| 明治         | 4回  | 6勝4敗      | 1965年   | ベスト4  |                |
| 国学院久我山 | 4回  | 3勝4敗      | 2022年   | ベスト4  |                |
| 慶応二       | 4回  | 0勝4敗      | 1949年   | 初戦敗退 | 慶応商工       |
| 創価         | 3回  | 0勝3敗      | 2000年   | 初戦敗退 |                |
| 修徳         | 3回  | 0勝3敗      | 2005年   | 初戦敗退 |                |
| 日大一       | 2回  | 3勝2敗      | 1973年   | ベスト8  |                |
| 法政         | 2回  | 1勝2敗      | 1984年   | ベスト8  | 法政一         |
| 日大二       | 2回  | 0勝2敗      | 1961年   | 初戦敗退 |                |
| 佼成学園     | 2回  | 0勝2敗      | 1968年   | 初戦敗退 |                |
| 日体大荏原   | 2回  | 0勝2敗      | 1969年   | 初戦敗退 | 荏原、日体荏原 |
| 岩倉         | 1回  | 5勝0敗      | 1984年   | 優勝1回  |                |
| 日大桜丘     | 1回  | 4勝0敗      | 1972年   | 優勝1回  |                |
| 慶応         | 1回  | 1勝1敗      | 1947年   | 2回戦    | 慶応普通部     |
| 世田谷学園   | 1回  | 1勝1敗      | 1993年   | 3回戦    |                |
| 駒大高       | 1回  | 1勝1敗      | 1999年   | 2回戦    |                |
| 立教新座     | 1回  | 0勝1敗      | 1955年   | 初戦敗退 | 立教           |
| 拓大一       | 1回  | 0勝1敗      | 1994年   | 初戦敗退 |                |
| 安田学園     | 1回  | 0勝1敗      | 2013年   | 初戦敗退 |                |
| 小山台       | 1回  | 0勝1敗      | 2014年   | 初戦敗退 |                |